# ファン・スコーテンの定理

ファン・スコーテンの定理（ファン・スコーテンのていり、英: Van Schooten's theorem）とはオランダの数学者フランス・ファン・スコーテンに由来して名づけられた、正三角形に関する定理である。
正三角形△ABCとその外接円上の点PについてPA, PB, PCのうち最も長いものの長さは、他二つの長さの和と等しい。
この定理はトレミーの定理の系である。正三角形△ABCの辺長を a、PA, PB, PCのうち最も長い辺をPAとすれば、トレミーの定理によって次の式が成立する
{\displaystyle {\begin{aligned}&|BC|\cdot |PA|=|AC|\cdot |PB|+|AB|\cdot |PC|\\[6pt]\Longleftrightarrow &a\cdot |PA|=a\cdot |PB|+a\cdot |PC|\end{aligned}}}

## 一般化

### 正奇数角形
正2n + 1角形A1A2...A2n + 1の外接円の弧A1A2n + 1上の点Pについて、
{\displaystyle \sum _{k=0}^{n}\left|A_{2k+1}P\right|=\sum _{k=1}^{n}\left|A_{2k}P\right|}
が成立する。

#### 例
正五角形ABCDEの外接円の弧AE上の点Pについて、
{\displaystyle \left|AP\right|+\left|CP\right|+\left|EP\right|=\left|BP\right|+\left|DP\right|}
が成立する。

### 一般の三角形
Bui Quang Tuanによる一般化を紹介する。△ABCとその外接円上の点Pについて、PとBC, CA, ABの距離をそれぞれda, db, dcとすれば、BC/da, CA/db, AB/dcのうち、最も長いものの長さは、そのほかの2つの長さの和と等しい。
さらに、円内接多角形X1X2X3...Xnについて、その外接円の弧X1X2上の点Pを作る。このとき、Pと辺XiXi+1の距離をdiとすれば、
{\displaystyle {\frac {X_{1}X_{2}}{d_{1}}}=\sum _{i=2}^{n}{\frac {X_{i}X_{i+1}}{d_{i}}}}
が成立する（Xn+1 = X1とする）。